# PeerCast
PeerCast to program typu open source wspomagający rozgłaszanie mediów strumieniowych w sieci. PeerCast używa technologii peer to peer by zminimalizować konieczne pasmo upload dla nadawcy radia internetowego. Peercast został wydany na licencji GPL i jest dostępny na platformy Linux, Windows oraz Mac.

## Jak Peercast działa
Peercast może być użyty do rozgłaszania sygnału audio (Ogg Vorbis, MP3, WMA) oraz/lub video (Ogg Theora, Nullsoft Video i WMV), lub wszelkiego rodzaju innych danych strumieniowych w Intenecie. Peercast używa pasma słuchaczy/widzów, aby odciążyć łącze nadawcy. Udostępnia strumień, który pobrał, innym słuchaczom. Użytkownik programu PeerCast może wybrać, ilu słuchaczy może jednocześnie odbierać sygnał z danego komputera. Jeżeli wartość tę ustawimy na '0', nikt nie będzie miał możliwości słuchania strumienia zwracanego przez dany komputer.

## Zalety
Argumenty za użyciem Peercast zamiast konwencjonalnej technologii strumieniowej:
- Pozwala wszystkim nadawcom, nawet względnie niewielkim lub niezależnym, rozgłaszać swój strumień audio-video bez potrzeby posiadania szerokiego łącza internetowego, co jest źródłem znacznych oszczędności.
- Pozwala (teoretycznie) na nieograniczoną liczbę słuchaczy tak długo, jak wystarczająca będzie liczba udostępnień (patrz poniżej).
- Peercast jest otwartym i darmowym oprogramowaniem.

## Wady
Podczas gdy Peercast jest bardzo przydatnym narzędziem dla małych i niezależnych rozgłośni, zawiera kilka niedociągnięć.
- gdy węzeł źródłowy zostanie wyłączony, wszystkie węzły zależne od niego tracą połączenie ze strumieniem oraz muszą się przełączyć do innego węzła źródłowego.
- podczas przełączania do innego węzła źródłowego, dany węzeł musi zaakceptować punkt strumienia, w którym znajduje się nowy węzeł źródłowy, co może spowodować przeskok lub powtórzenie w odsłuchiwanym strumieniu.
- Łącze pośredników (relay) może okazać się niewystarczające, aby zapewnić płynny przekaz innym słuchaczom.
- projekt jest w stadium beta i czasami może zachowywać się niestabilnie
- Środowiska korporacyjne wraz z ich polityką bezpieczeństwa mogą nie doceniać faktu używania technologii peer-to-peer, a zwłaszcza domyślnego działania polegającego na tym, że odbiorca staje się jednocześnie serwerem (nadawcą).
- ponieważ cała sieć występuje w roli serwera, rozgłaszanie treści, na które nie posiadamy odpowiedniej licencji, może spowodować konsekwencje prawne, zależne od jurysdykcji oraz lokalnego prawa, któremu podlega dany węzeł.

## Dodatkowe informacje
- projekt został rozpoczęty latem 2002 roku.
- Peercast jest aktualnie rozwijany przez jednego dewelopera (Giles), i ciągle potrzebna jest nowa siła do pomocy
- mówi się o możliwości rozszerzenia Firefoksa w Peercast.

## Podobne projekty
- IceShare (Xiph Foundation)
- FreeCast. freecast.org. [zarchiwizowane z tego adresu (2006-02-18)].
- P2P-Radio